# Reyer Anslostraat

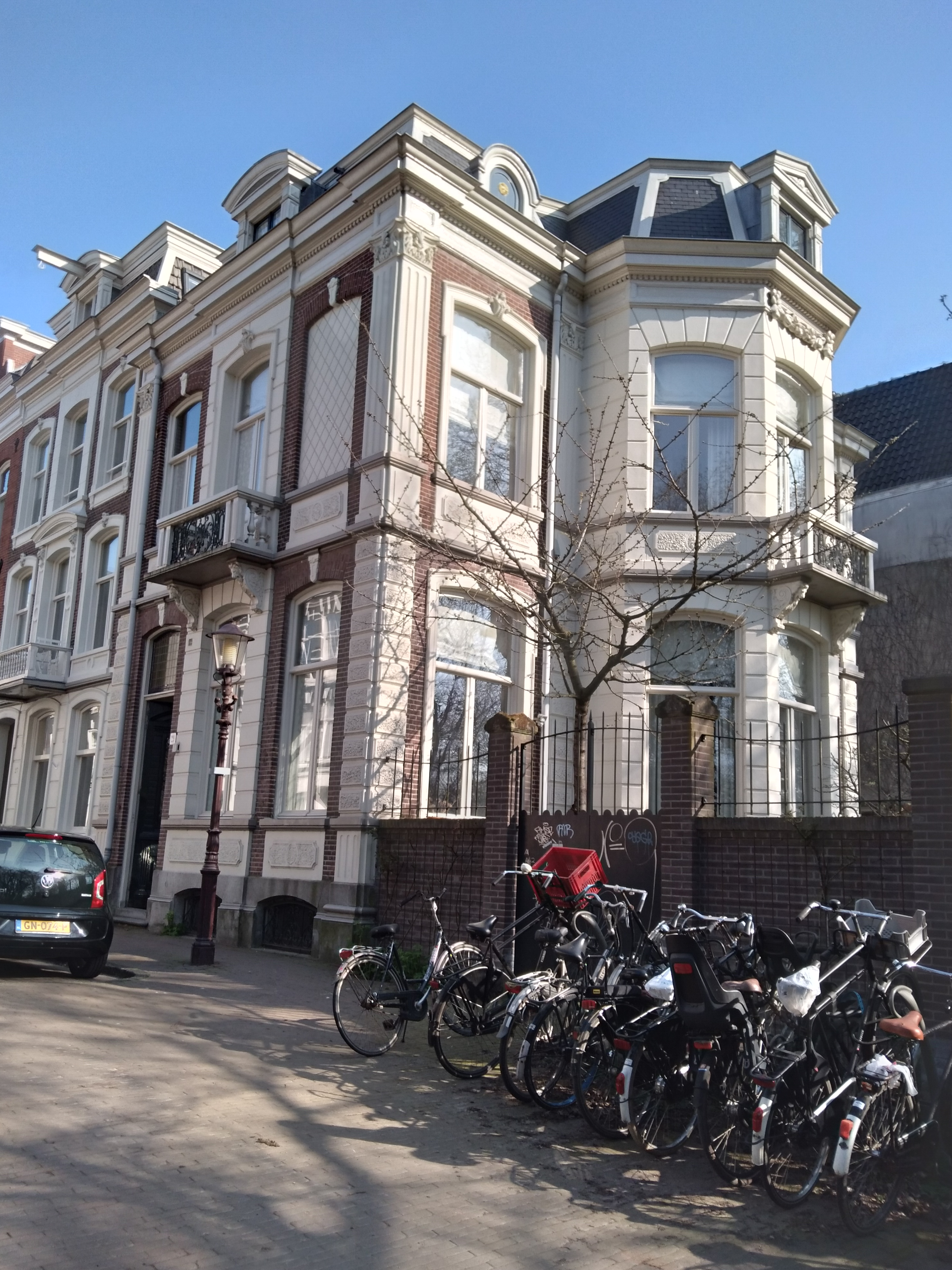
Reyer Anslostraat 29 (maart 2021)

De Reyer Anslostraat is een relatief korte straat in Amsterdam-West.

## Ligging en geschiedenis
De straat is een van de vele straatjes die (nog) door de gemeente Nieuwer-Amstel werd aangelegd tussen het Vondelpark en de vaart Overtoom. Het is dan omstreeks 1880 de gemeente koos voor de niet erg originele naam Parkstraat. Het eigenaardige is dat deze Parkstraat geen directe toegang gaf tot het Vondelpark. In 1896 annexeerde de gemeente Amsterdam grote delen van Nieuwer-Amstel, waaronder de kilometers lange strook, die bekend werd als de Vondelparkbuurt. Aangezien Amsterdam al een Parkstraat had (nabij het Oosterpark) kon het buurtje een nieuwe naam opgeven. Ze kwamen met de naam Vondelparkstraat; de gemeente vond dat niet correct, juist vanwege de niet directe verbinding met het park. Amsterdam vernoemde de straat op 3 juni 1896 (een maand na de annexatie) naar dichter en toneelschrijver Reyer Anslo.
Later (onbekend wanneer) kreeg de straat toch een directe aansluiting met het Vondelpark.

## Gebouwen
De meeste gebouwen dateren nog uit de tijd dat het buurtje werd ingericht rond 1880, hier en daar is gesloopt en nieuwbouw gepleegd. Oneven huisnummers lopen op van 1 tot en met 29, even huisnummers van 2 tot en met 30. De architectuur is niet bijzonder voor de 19e eeuwse ring aldus een classificatie van de gemeente. Er bevinden zich dan ook geen rijksmonumenten of gemeentelijke monumenten aan de straat. Een deel van de ontwerpen is afkomstig van makelaars, die architectuur “erbij deden” zoals N.H. Blank die ook een aantal panden aan de Overtoom liet bouwen als ook aan andere straten in deze buurt. Dat deze makelaar en collega P van Twist toch wel van bouwen wisten blijkt uit de bouw van het laatste gebouw aan oneven zijde. Met uitzicht op het park oogt nummer 29 als villa aan het park; zij kregen de “orde 2” mee (net geen monument). Een ander opvallend gebouw is het rond 1879 door Nieuwer-Amstel gebouwde veldwachtergebouw op nummer 6. Het werd in die jaren nog uitgebouwd tot een politiebureau; het werd in 1896 politiebureau nr. 41 van Amsterdam. Het gebouw werd in 1911 vastgelegd door kunstenaar Herman Misset. Met de komst van Amsterdam bleek het al snel te klein en in 1909 betrok die gemeente het pand Overtoom 449. Dat het een gemeentegebouw was, is nog terug te vinden in een sluitsteen boven de toegang: het wapen van Nieuwer-Amstel.   

## Reyer Anslostraat 4
Een uitzondering op alle bovenstaande omschrijvingen van gebouwen aan de Reyer Anslostraat vormt Reyer Anslostraat 4. Het dateert dan ook uit een veel latere periode, namelijk 2001/2002. Tot dan toe was de ruimte noordelijk van het politiebureau vrijgehouden van de bebouwing. De gevelwand van de straat sloot dan ook niet aan op de gevelwand van het hoekgebouw met de Overtoom. Bij de stadsverdichting begin 21e eeuw werd geopteerd ook deze ruimte vol te bouwen. Architect Han Ingo van Buro V-10 werd geconfronteerd met enerzijds een lage gevel (politiebureau) en anderzijds een hoge gevel (Overtoom). Het gebouw is opgetrokken in een staalconstructie die ook van buitenaf te zien is. Verder is er veel glas en hout te zien. De staalconstructie van de verdiepingen heeft de vorm van een schilderijlijst. In die lijst wordt een rode roos weergegeven, volgens de architect paste de kleur (donkerrood) goed in deze omgeving. De begane grond heeft een bedrijfsruimte, daarboven  is een woning met dakterras geplaatst; het gebouw heeft op de begane grond een doorgang naar het voormalige politiebureau.

## Reyer Anslostraat 3-5
Het pand op nummer 3-5 is in 1983 speciaal gebouwd voor de huisvesting van professionele musici en staat onder beheer van de Stichting Jan Pieterszoon Huis. De geluidsisolatie van de muren en ramen is voor deze bewoners ontwikkeld door TNO. 
Aanvankelijk werden alleen afgestudeerden van het Conservatorium van Amsterdam (voorheen Sweelinck Conservatorium) toegelaten als bewoners. De kamernood onder studenten noopte de Stichting echter vanaf 2010 de regels te wijzigen, zodat alleen nog studenten als nieuwe bewoners werden toegelaten. Na het beëindigen van hun studie moeten zij het pand weer verlaten. Hierdoor is een gemengde bewonerssamenstelling ontstaan van alumni van vóór 2010 en (veelal internationale) muziekstudenten. Het pand bevat twee eengezinswoningen, twee studios en twaalf eenkamerwoningen. 

## Kunst
De straat is te nauw voor kunst in de openbare ruimte. Toch zijn er enkele voorwerpen terug te vinden:
- Huis 3-5 draagt een historisch uitziende gevelsteen, maar zij dateert uit 1983 en is ontworpen/gemaakt door Arie Teeuwisse. Hij beeldde Anslo af als reiziger (geboren in Amsterdam, gestorven in Perugia); hij draagt een reismantel, een hoed en wandelstok, in de rechterhand heeft hij een pen. In de linker onderhoek beeldde Teeuwisse zijn doodsoorzaak af, ratten verspreiders van de pest. Het onderschrift vermeldt 1626·Reyer Anslo·1669.[3]
- een voormalige slijterij in het gebouw Overtoom 449a/Reyer Anslostraat 2 heeft ter bescherming van een glaspartij een kunstzinnig hekwerk laten plaatsen refererend aan Hartevelt jenever en citroen(brandwijn). Boven het hekwerk hangt een portret van Reyer Anslo, met een citaat uit een van zijn gedichten.

## Afbeeldingen

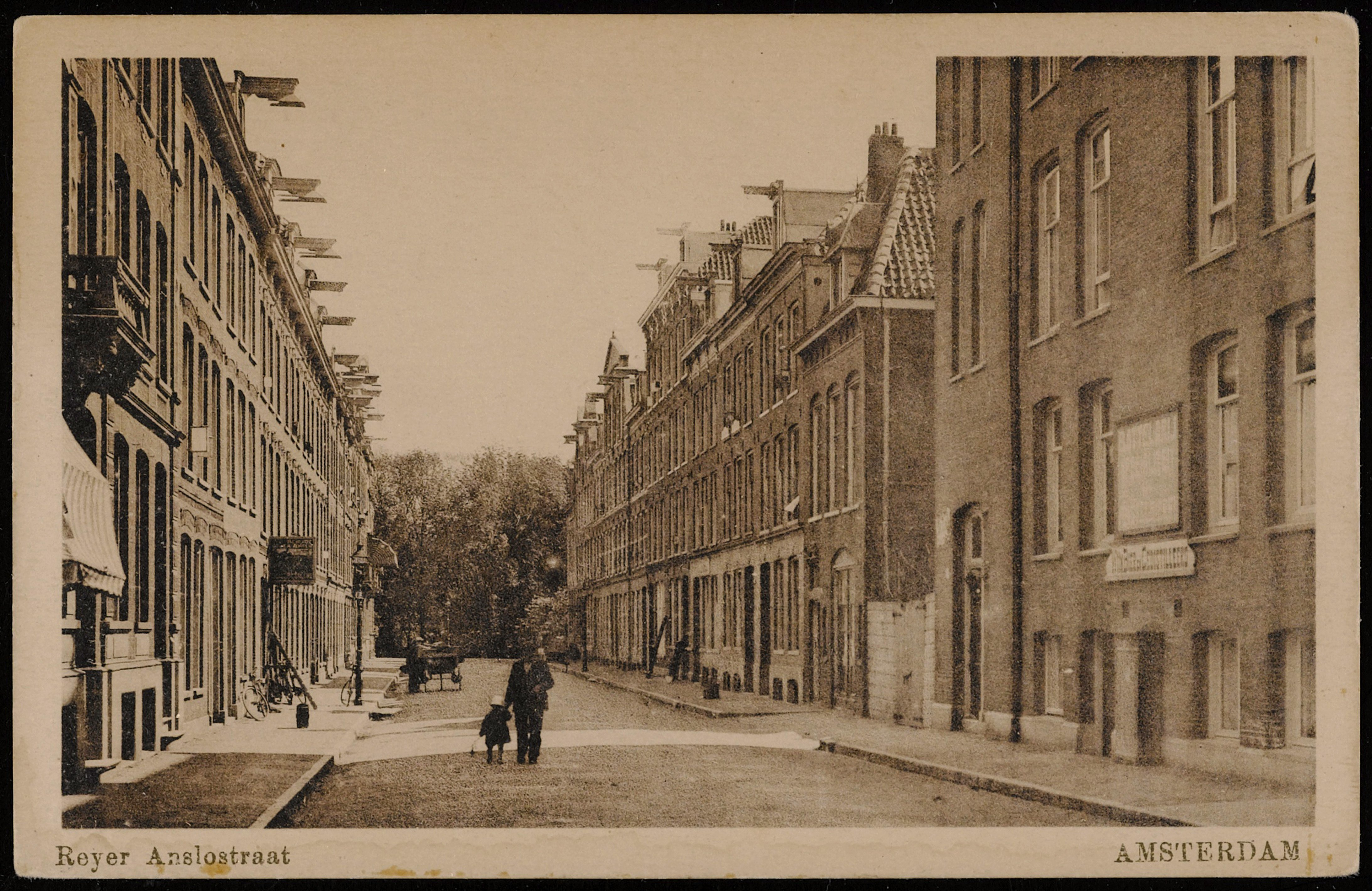
Reyer Anslostraat in circa 1911 met rechts de slijterij en het politiebureau
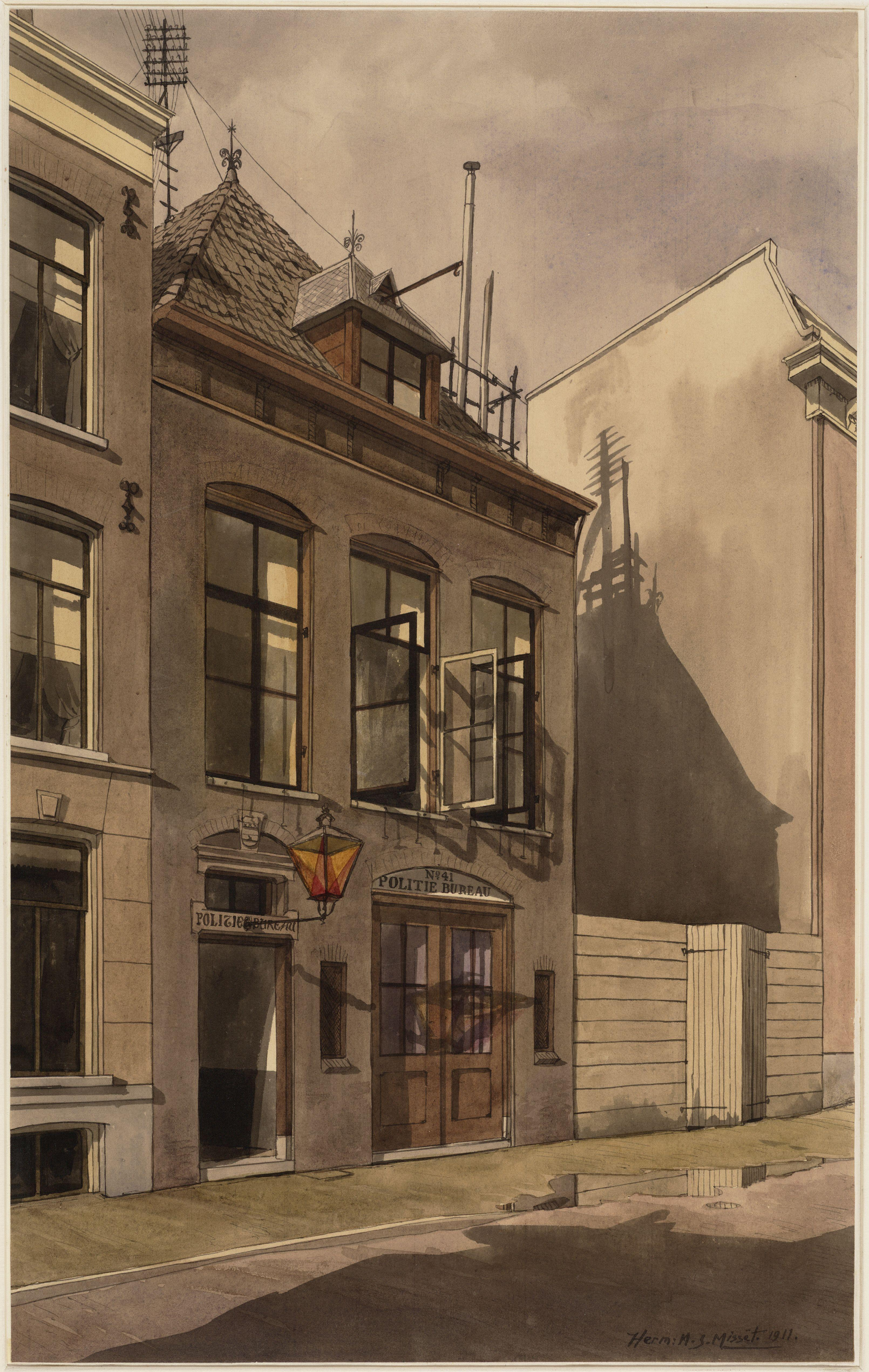
Politiebureau volgens Misset circa 1911
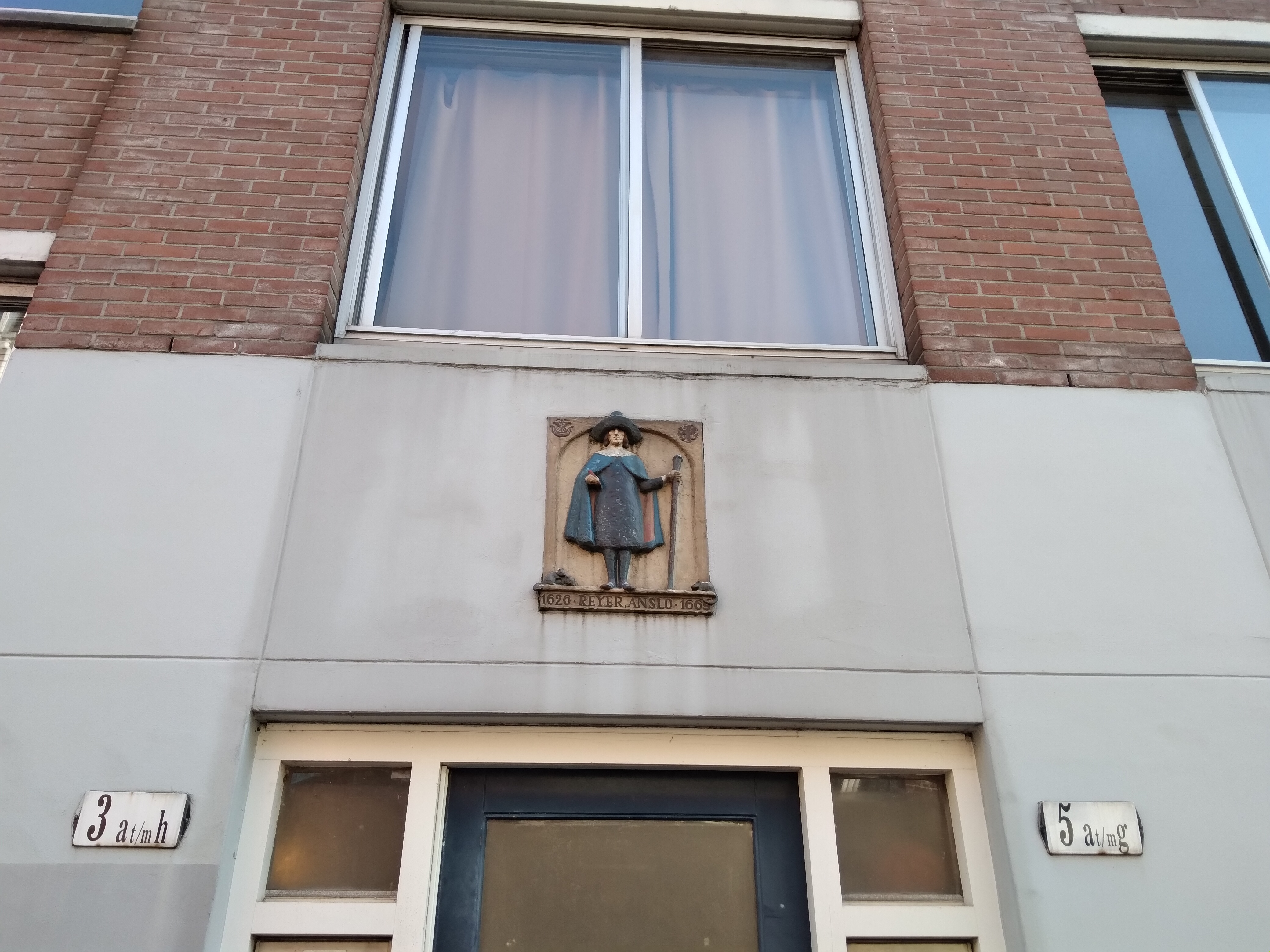
Gevelsteen Reyer Anslo (maart 2021)
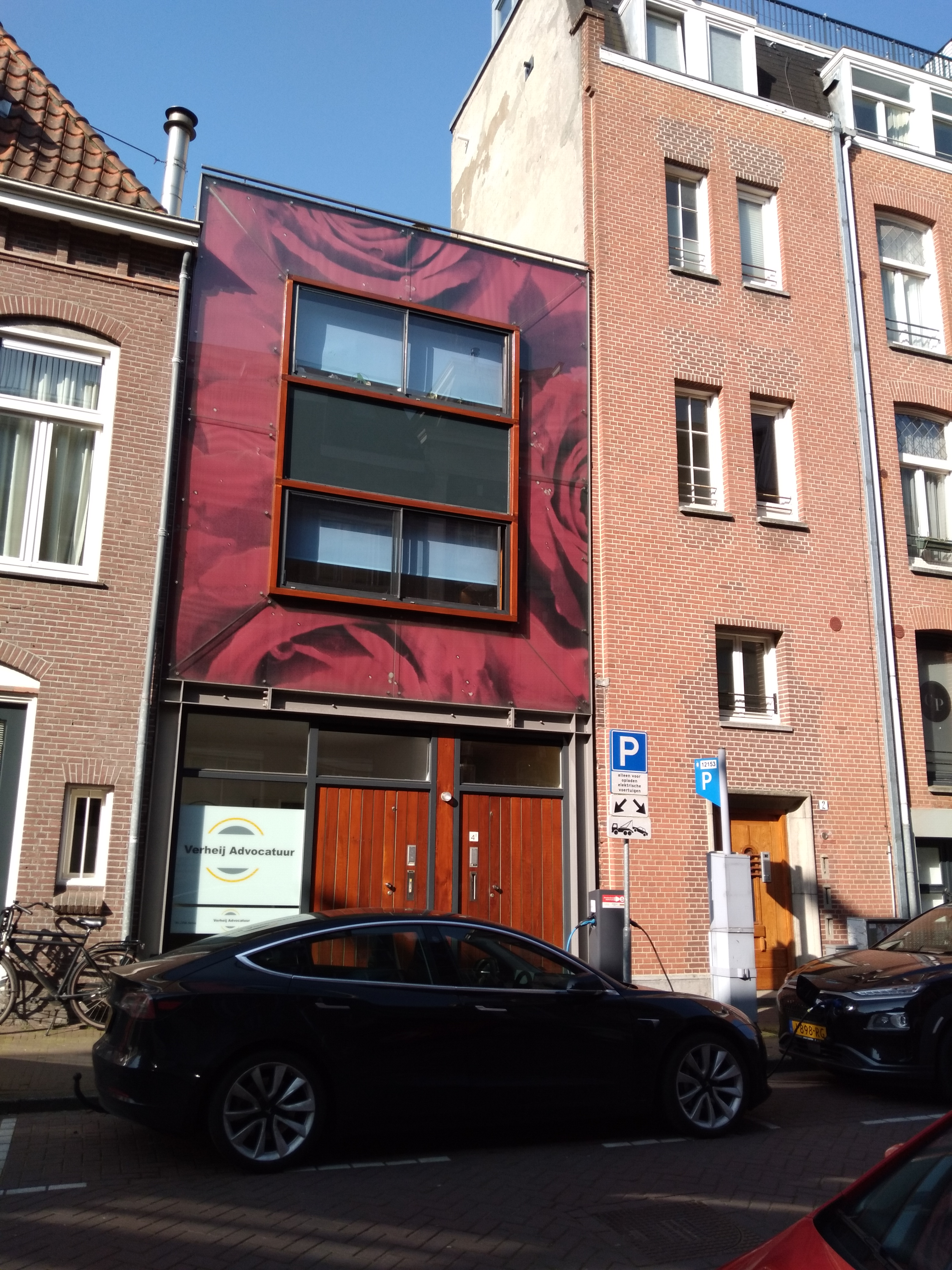
Reyer Anslostraat 4 met roos (maart 2021)
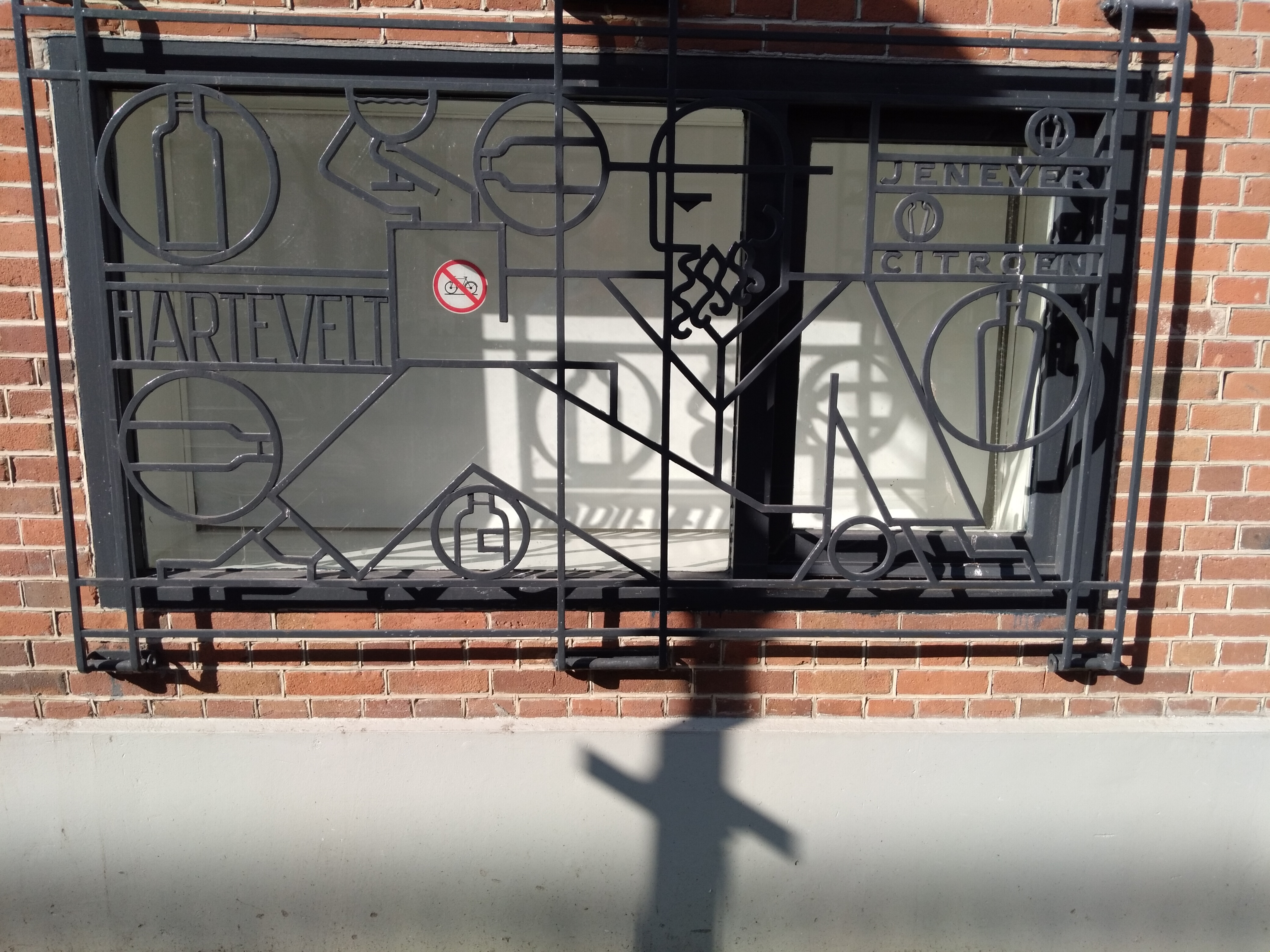
Hartevelt op Reyer Anslostraat 2 (maart 2021)
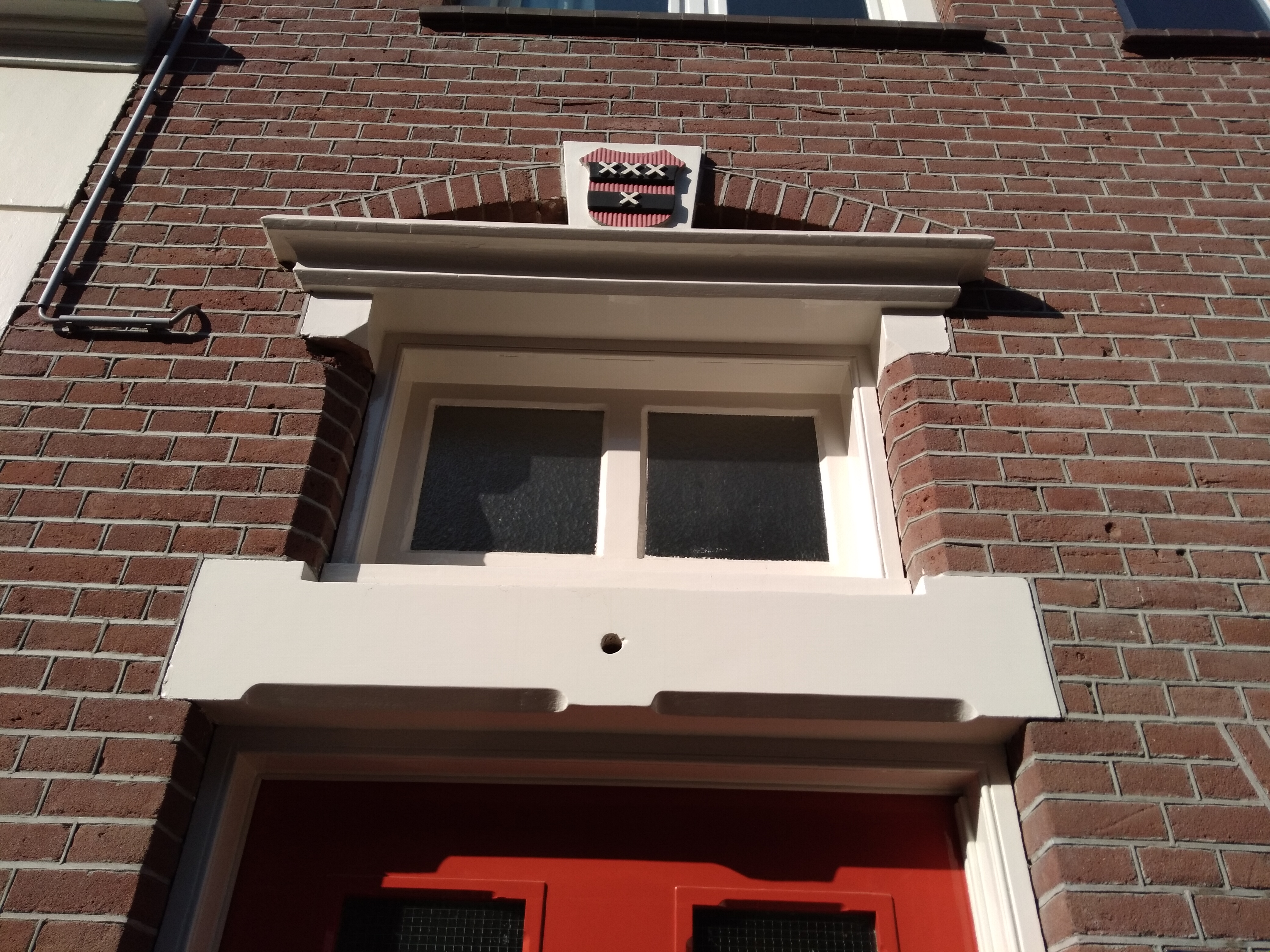
Wapen van Amstelveen (maart 2021)